# Pink Panthers
Pour les articles homonymes, voir Les Panthères roses.
En activité depuis 1996, les Pink Panthers sont un groupe de bandits spécialisé dans le cambriolage des bijouteries de luxe. Ses membres sont principalement originaires de l'ex-Yougoslavie et sont pour la plupart des ex-militaires ou membres des services secrets.

## Histoire
Fondé à la fin des années 1990 par des vétérans et des combattants originaires de la ville de Cetinje au Monténégro, le groupe est composé d'un «noyau dur» d'une quarantaine de donneurs d'ordres vivant probablement à Belgrade ou à Budva et compterait plusieurs centaines de membres. La grande majorité des Pink Panthers est composée d'anciens miliciens et militaires serbes de Serbie, Croatie, Monténégro et Bosnie ayant fait leurs premières armes lors des guerres en ex-Yougoslavie dans les années 1990. En parallèle des hold-up de bijouteries de luxe, ils organisent régulièrement des missions commando pour libérer des militaires ou miliciens détenus dans différents pays à travers le monde avec qui ils ont combattu par le passé. « Maniant la kalachnikov ou le pistolet serbe CZ de (Zastava Arms) de petit calibre avec une redoutable aisance, ces individus pragmatiques n'hésitent pas à tuer pour survivre. Ils considèrent la mort comme un détail », confie au Figaro Christophe Haget, patron de la police judiciaire de Monaco : « Leur froide détermination n'a d'égal que leur mode opératoire, très méticuleux… ». Cependant, les Pink Panthers n'ont fait encore officiellement aucune victime lors de leurs braquages.
En 2007, Interpol crée une section spéciale, le Project Pink Panthers avec des relais dans 188 pays. Cette section a obtenu en 2010 son premier résultat avec l'arrestation, à la frontière entre le Monténégro et la Serbie, de Bojan Vuckovic, un Serbe âgé de 24 ans et recherché en Autriche dans le cadre d’une enquête sur le braquage d’une bijouterie à Vienne en novembre 2008,.
En 2018, Olivera Cirkovic, ancien membre des Pink Panthers, publie un livre sur son expérience après 8 années d'incarcération : Me, Pink Panther.

## Description
Le surnom Pink Panthers est attribué par des policiers londoniens (basés à Scotland Yard) qui découvrent en 2003 une bague en diamant bleu, d'une valeur de 500 000 £, cachée dans un pot de crème de soins appartenant à l'un des membres, comme dans la comédie policière La Panthère rose.
Les Pink Panthers comprendraient entre 500 et 1000 membres, dont une dizaine identifiés. Ce sont principalement des ressortissants des pays de l'ex-Yougoslavie (Serbie, Croatie, Monténégro, Bosnie-Herzégovine, avec des relais dans les diaspora serbes du monde entier), spécialisés dans le braquage à main armée de bijouteries de luxe.
Les Pink Panthers seraient à l'origine de plus de 110 braquages. Ils ont sévi à Dubaï, en Suisse, au Liechtenstein, à Monaco, Londres, Tokyo, Paris, Courchevel, Saint-Tropez, en Allemagne et en Autriche. Leur «trésor de guerre» est évalué au minimum à 1 milliard de dollars en près de 20 ans d'action dans le monde entier. Ils sont reconnus pour la précision de leurs méthodes et de leur organisation . Ils n'utilisent la violence qu'en dernier recours, et pour l'instant, il n'y a aucune victime reconnue officiellement.

## Mode opératoire
"Une fois leur cible retenue, les Panthers envoient en éclaireur une première équipe. Le plus souvent, un couple à l'allure aisée effectue du repérage pendant plusieurs semaines. Polyglottes, ils préparent le terrain en se faisant présenter des parures de bijoux et des montres de luxe qu'ils sont capables d'évaluer facilement grâce à leur expertise. En parallèle, les éclaireurs définissent la sensibilité des détecteurs de mouvements et de vibrations, repèrent les caméras et l'emplacement des boutons d'alarme anti-agression. Ils analysent les failles du protocole de sécurité observé par les vendeurs, par exemple quand ces dernières commettent l'erreur de laisser les vitrines ouvertes. Avant de partir, ils étudient les itinéraires de fuite, et chronomètrent précisément le temps d'intervention du poste de police le plus proche", note Doron Lévy, porte-parole de l'Observatoire national de l'union française de la bijouterie, joaillerie et horlogerie. Ils trouvent des téléphones portables, et louent des voitures qui serviront aux complices chargés de commettre les hold up. Par la suite, arrive la seconde équipe qui passe à l'action avant de se replier rapidement.[réf. souhaitée]

## Braquages
Selon Interpol, entre 1999 et 2015, les Pink Panthers ont orchestré 380 braquages à main armée. Leurs braquages les plus connus sont :

### Europe

#### Londres
- Graff Diamonds, 2002 : 23 millions £ sont dérobés, dont 3 millions qui seront retrouvés deux ans plus tard. Un des voleurs sera condamné à 15 ans de prison en juillet 2004.
- Quartier de Mayfair, mai 2003 : un Serbe dénommé Nebojsa Denic, l'un des cerveaux présumés du gang, se fait ouvrir les portes du coffre d'une célèbre joaillerie. Il dégaine un pistolet doté de munitions .357 Magnum. En trois minutes, il rafle un lot de pierres précieuses, dont de très rares diamants jaunes, pour un préjudice de 13 millions d'euros. Une bague sertie d'un brillant bleu, faisant partie du butin, d'une valeur de 500 000 livres sterling, sera retrouvée au domicile d'un complice, dans un pot de crème pour le visage[7].
- Graff Diamonds, mai 2005 : un million de livres sterling fut subtilisé par trois hommes blancs dont un qui était en possession d'une arme à feu.
- Quartier de Mayfair, juillet 2007: utilisation d'une Bentley dernier cri, le visage grimé avec des chapeaux Panama. Ils dévalisent pour 10 millions £ de marchandises en moins de trois minutes[7].

#### France
- Saint-Tropez, bijouterie Julian, 30 août 2005 : les braqueurs vêtus de tee-shirts fleuris au milieu des touristes et réalisent une prise de 2 millions d'euros en montres en 84 secondes. La bijouterie est située à 60 mètres de la gendarmerie de la ville. Quatre d'entre eux prennent la fuite en hors-bord[7].
- Monaco, mai-juin 2007 : malgré le degré extrême de surveillance de la principauté, elle fut attaquée deux fois. La police française a arrêté deux Panthers serbes à Paris le lundi 11 mai 2009. Ils sont soupçonnés d'avoir participé à plusieurs braquages dont celui de Monaco en 2007[8].
- Cannes, boutique Cartier, juillet 2009 : le 13 juillet 2009, la boutique Cartier de Cannes est braquée par plusieurs malfaiteurs qui s'enfuient avec un butin estimé à 15 millions d'euros.

#### Belgique
- Une bijouterie à Courtrai le 14 juin 2003. La police blesse grièvement Boban Stojkovic par balles aux jambes.

#### Espagne
- Barcelone, août 2016 : braquage de 400 000 euros en bijoux en 48 secondes. 5 personnes sont ensuite arrêtées par la police espagnole[11].

#### Suisse
- Genève, bijouterie Chatila, août 2009[12].
- Lucerne, bijouterie Swiss Lion, mars 2012 : avec une arme factice, trois braqueurs s'emparent de 78 montres (1,3 million de francs suisses) en 90 secondes. Les perpétrateurs sont arrêtés et jugés à Genève en 2013[12].

### Asie

#### Japon
- Tokyo, quartier de Ginza, 10 mars 2004 : les braqueurs circulent à vélo et portent des masques antipollution pour braquer, en 3 minutes, pour 25 millions USD de butin de joaillerie en plein cœur du très sélect quartier de Ginza à Tokyo[7].

#### Émirats arabes unis
- Dubaï, Wafi Mall, avril 2007 : les Pink Panthers prennent d'assaut la bijouterie Graff dans le luxueux Wafi Mall de Dubaï. Ils défoncent la vitrine de la galerie marchande à l'aide de deux voitures-béliers. Masqués et vêtus de combinaisons noires, les huit mercenaires font preuve d'une violence inouïe et dérobent pour 11 millions $ d'objets précieux. L'Émirat fut très choqué par ce coup d'éclat qui fut ressenti comme une véritable blessure[7].

## Membres connus
- Nebojsa Denic : un des cerveaux de l'organisation
- Dusko Martinovic : braqueur de la bijouterie Julian à Saint-Tropez en 2005 où un hors-bord volé a été utilisé pour fuir. Condamné à une peine de 15 ans d’emprisonnement pour ce braquage.
- Milan Ljepoja : auteur, entre autres, du braquage très médiatique de la galerie commerciale de Dubaï. Après son temps en prison, reconverti dans le trafic de drogue, est retrouvé mort découpé et dissous dans l’acide à Belgrade (Serbie).
- Dragan Mikic : Condamné, s'est évadé en 2005 de la maison d'arrêt de Villefranche-sur-Saône en France. Depuis, il est activement recherché par les polices du monde entier[13]. Il est soupçonné d'être le chef des Pink Panthers.
- Boban Stojkovic : blessé grièvement par la police belge. Jugé et condamné à 6 ans de prison[14].
- Goran Drazic : jugé en France en décembre 2008[15], condamné à 10 ans de réclusion et à une interdiction définitive du territoire français[16].
- Radovan Jelusic : impliqué dans l'attaque à main armée d'une bijouterie à Tokyo en 2007, arrêté à Rome en mai 2010 en possession d'un faux passeport croate[17].
- Rifat Hadziahmetovic : Monténégrin arrêté à Chypre en 2009 sur mandat d'arrêt européen à propos du vol en Espagne de montres de luxe d'une valeur de 600 000 euros. Transféré en Espagne avant d'être extradé vers le Japon où il a été inculpé.
- Dusko Poznań : le 19 décembre 2009 en Serbie sont jugés Aleksandar Radulovic qui est condamné à six ans et neuf mois de prison, et Djordje Rasovic, condamné à six ans et trois mois, ainsi que Snezana Panajotovic, condamnée à deux ans et dix mois. Les trois condamnés sont également obligés par le Tribunal de Belgrade de rendre les bijoux volés, et « si c'est impossible, de payer conjointement 3,5 milliards de yens (27 millions d'euros) en dinars »[18].

### Filmographie
- Vanina Kanban, « Les braqueurs du siècle » pour Spécial Investigation sur Canal+, 2011
- Smash & Grab: The Story of the Pink Panthers, 2013 (documentaire)